# Họ Cỏ mai hoa
Họ Cỏ mai hoa (danh pháp khoa học: Parnassiaceae Martynov, 1820) là một họ thực vật hạt kín thuộc bộ Celastrales. Nó được coi là một họ trong hệ thống APG II năm 2003, nhưng không được công nhận trong hệ thống APG III năm 2009. Trong hệ thống APG III thì họ Parnassiaceae được coi là phần tách ra của họ Celastraceae nghĩa rộng.

## Các chi
Họ Parnassiaceae nghĩa rộng (Parnassiaceae Martynov, 1820) bao gồm 2 chi là Lepuropetalon và Parnassia, còn khi hiểu theo nghĩa hẹp (Parnassiaceae Gray, 1821) thì chỉ bao gồm chi Parnassia.
Chi Lepuropetalon chỉ có 1 loài là Lepuropetalon spathulatum, một loại cây thảo nảy mầm mùa đông, ưa đất cát. Nó là một trong những loài thực vật nhỏ nhất, chỉ cao tới 2 cm. Lepuropetalon có sự phân bố rời rạc, có ở đông nam Hoa Kỳ và miền trung Chile, nhưng có lẽ phổ biến hơn so với điều ghi nhận trong các thông báo.
Parnassia là chi của các loài cây thân thảo sống lâu năm, cao tới 60 cm, mọc ven các đầm lầy và các khu vực ẩm ướt khác, chủ yếu trong khu vực ôn đới ở Bắc bán cầu. Có khoảng 50 tới trên 70  loài được ghi nhận, nếu công nhận 70 loài thì tới 63 loài có ở Trung Quốc, 49 trong số đó là đặc hữu. Tại đây nó được gọi là mai hoa thảo (梅花草, nghĩa là cỏ hoa mơ/(mai mơ)). Khu vực đa dạng thứ hai của Parnassia là Bắc Mỹ với khoảng 9 loài. Parnassia palustris là phổ biến và biết đến nhiều nhất. Nó có mặt tại phần lớn khu vực miền bắc đại lục Á-Âu, Canada và miền tây Hoa Kỳ. Parnassia palustris cũng được gieo trồng rộng khắp. Khoảng 10 loài chỉ biết tới trong gieo trồng, tất cả đều là cây cảnh.

## Miêu tả
Họ Parnassiaceae là các cây thảo có thân rễ, sống lâu năm (Parnassia) hoặc cây một năm nảy mầm mùa đông, không thân rễ (Lepuropetalon). Phần non nhất của thân có 3 bó mạch bên. Trên thân, lá và hoa, phần biểu bì có các túi chứa đầy tanin. Lá mọc so le hay gần đối, không lá kèm, mép lá nguyên. Phiến lá rộng bản khi so với chiều dài của nó, gân lá hình chân vịt.
Ở Parnassia thì lá mọc thành nơ lá sát gốc với một vài lá mọc ở phần thân cây phía trên. Ở Lepuropetalon thì tất cả các lá đều là lá mọc trên thân cây.
Ở cả hai chi thì các lá tại phần thân cây phía dưới đều là giả không cuống, nghĩa là các cuống lá hợp sinh với phần thân. Các lá tại phần thân phía trên là không cuống thật sự.
Cụm hoa bao gồm 1 hoa, hiếm khi 2 hoa, hướng lên trên, nằm trên một cuống có một vài lá hoặc không lá. Các hoa lưỡng tính và hơi đối xứng hai bên. Năm lá đài ngắn hợp sinh tại gốc của chúng và bền cho tới khi quả thuần thục. Hoặc không có cánh hoa hoặc có 5 cánh, nếu có thì rời nhau. Ở Parnassia thì các cánh hoa sặc sỡ và có màu trắng hay kem, với các gân rõ nét thông thường có màu xanh lục hay xám. Mép cánh hoa nguyên hoặc có răng cưa hay có lông ở rìa. Ở Lepuropetalon thì các cánh hoa thô sơ hay không có.
Ở cả hai chi thì 5 nhị hoa rời nhau. Chúng mọc đối so với các lá đài và vì thế là so le với các cánh hoa. Các bao phấn mở theo trật tự phía trên bộ nhụy. Năm nhị lép tự do và mọc đối so với các cánh hoa. Chúng thuần thục sau các nhị sinh sản. Mỗi nhị lép là một tấm đệm mật hoa với các tia dạng sợi mọc ra từ rìa của nó. Mỗi tia kết thúc bằng một tuyến hình cầu lớn.
Bầu nhụy thượng hay bán hạ và bao gồm 3 hay 4, hiếm khi 5, lá noãn hợp sinh. Các vách lá noãn không hoàn thiện vì thế bầu nhụy là một ngăn ở phần trên của nó. Kiểu đính noãn vách. Các noãn gắn với thực giá noãn hình chữ T ở Parnassia, và trực tiếp vào vách bầu nhụy ở Lepuropetalon. Vòi nhụy không có hoặc rất ngắn. Đầu nhụy chạy xuống dưới dọc theo các chỗ nối của bầu nhụy và đôi khi mở rộng ra phía trên để tạo thành các vòi nhụy giả. Khu vực đầu nhụy khô. Các thể giao tử thuộc kiểu Polygonum.
Quả là quả nang có màng, mọc thẳng đứng, chỉ mở tại đỉnh. Hạt nhỏ, nhẹ, nhiều.

## Các điểm kỳ cục
Các loài Parnassia thường được trồng như là những cây lạ do các nhị lép độc đáo và đáng chú ý của chúng. Nhưng khi xem xét kỹ hơn thì những điểm kỳ cục khác sẽ nổi lên.
Các lá thấp nhất trên thân dường như là không cuống, nhưng trên thực tế thì các cuống lá hợp sinh với thân và gài vào trong nó. Các bó mạch rời khỏi phàn thân xa phía dưới nơi lá gắn vào thân.
Sau khi hoa nở thì các nhị bắt đầu thuôn dài. Một trong số này uốn cong vào trong, mở các túi của bao phấn và rắc phấn hoa lên nhụy. Sau đó nó uốn cong ra khỏi bầu nhụy để xoay ra phía ngoài. Một nhị khác sau đó lặp lại quy trình này. Mất khoảng 1 ngày để một nhị hoàn thành công việc của nó, và trật tự trong đó chúng thực hiện công việc này thì thay đổi từ hoa này sang hoa khác.
Khu vực nhận phấn hoa (khu vực đầu nhụy) không bị hạn chế ở đỉnh bầu nhụy hay nằm trên vòi nhụy như ở phần lớn các loại hoa khác, mà trải rộng thành các dải xuống phía dưới bầu nhụy, dọc theo các chỗ nối, tức là chỗ mà các lá noãn hợp thành bầu nhụy hợp lại cùng nhau. Đầu nhụy kiểu chỗ nối như vậy cũng đã được phát hiện trong họ Celastraceae nghĩa hẹp, nhưng cho tới năm 1972 thì chúng chỉ được biết đến ở Parnassiaceae và từ họ Papaveraceae.
Lepuropetalon chia sẻ với Parnassia các lá giả không cuống và dầu nhụy kiểu chỗ nối. Nó cũng rắc phấn hoa lên nhụy, nhưng không có sự chuyển động phức tạp của các nhị. Tuy nhiên, không giống như Parnassia, các nhị lép của nó nhỏ và không có tuyến.

## Các mối quan hệ
Chi Parnassia do Carl Linnaeus đặt tên năm 1753 theo núi Parnassus ở Hy Lạp. Năm 1821, Samuel Frederick Gray đặt Parnassia trong họ của chính nó là Parnassiaceae. Trong cùng năm đó, Stephen Elliott đặt tên cho chi Lepuropetalon và công bố miêu tả về nó.
Năm 1930, Adolf Engler công bố miêu tả của Lepuropetalon và Parnassia với hình minh họa chi tiết. Ông không cho là chúng có quan hệ họ hàng đủ gần và đặt mỗi chi này trong phân họ của chính chúng trong số 15 phân họ mà ông công nhận cho họ Saxifragaceae. Các tác giả khác thì cho rằng chúng có quan hệ họ hàng gần. Một trong số này là Steven Spongberg, người đã có nghiên cứu chi tiết về Lepuropetalon và đặt nó trong Saxifragaceae trong cùng phân họ với Parnassia. Các tác giả khác hoặc là theo Engler hoặc là theo Spongberg trong các xử lý của họ với 2 chi này, nhưng thường là với sự nghi vấn đáng kể. Một vài mối quan hệ có thể khác cũng đã được đề xuất.
Năm 2001, một nghiên cứu DNA đã chỉ ra rằng Lepuropetalon và Parnassia là gần với nhau hơn là so với bất kỳ mối quan hệ nào khác. Đây cũng là nghiên cứu DNA đầu tiên đưa ra hỗ trợ thống kê mạnh (98% tự trợ) cho mối quan hệ này.
Năm 2005, một nghiên cứu cấu trúc hoa kết luận rằng họ Parnassiaceae thuộc về bộ Celastrales cùng với họ Lepidobotryaceae, và đưa ra định nghĩa rộng cho họ Celastraceae với sự bao gồm cả các chi Mortonia và Pottingeria.
Năm 2006, một nghiên cứu trình tự DNA đã xác nhận rằng Lepuropetalon và Parnassia tạo thành một nhánh được hỗ trợ mạnh. Nghiên cứu này cũng chỉ ra hỗ trợ mạnh cho một ngũ phân chứa Pottingeria, Mortonia, Parnassiaceae, và hai nhánh của các chi trong họ Celastraceae như họ này được định nghĩa trong hệ thống APG II. Các mối quan hệ giữa năm nhánh này vẫn chưa được giải quyết.
Năm 2009, Angiosperm Phylogeny Group mở rộng họ Celastraceae để bao hàm cả năm nhánh của ngũ phân nói trên. Phân loại kiểu phát sinh chủng loài trong nội bộ họ Celastraceae theo nghĩa APG III vẫn chưa được công bố.